# Evangelische Stadtkirche Langen

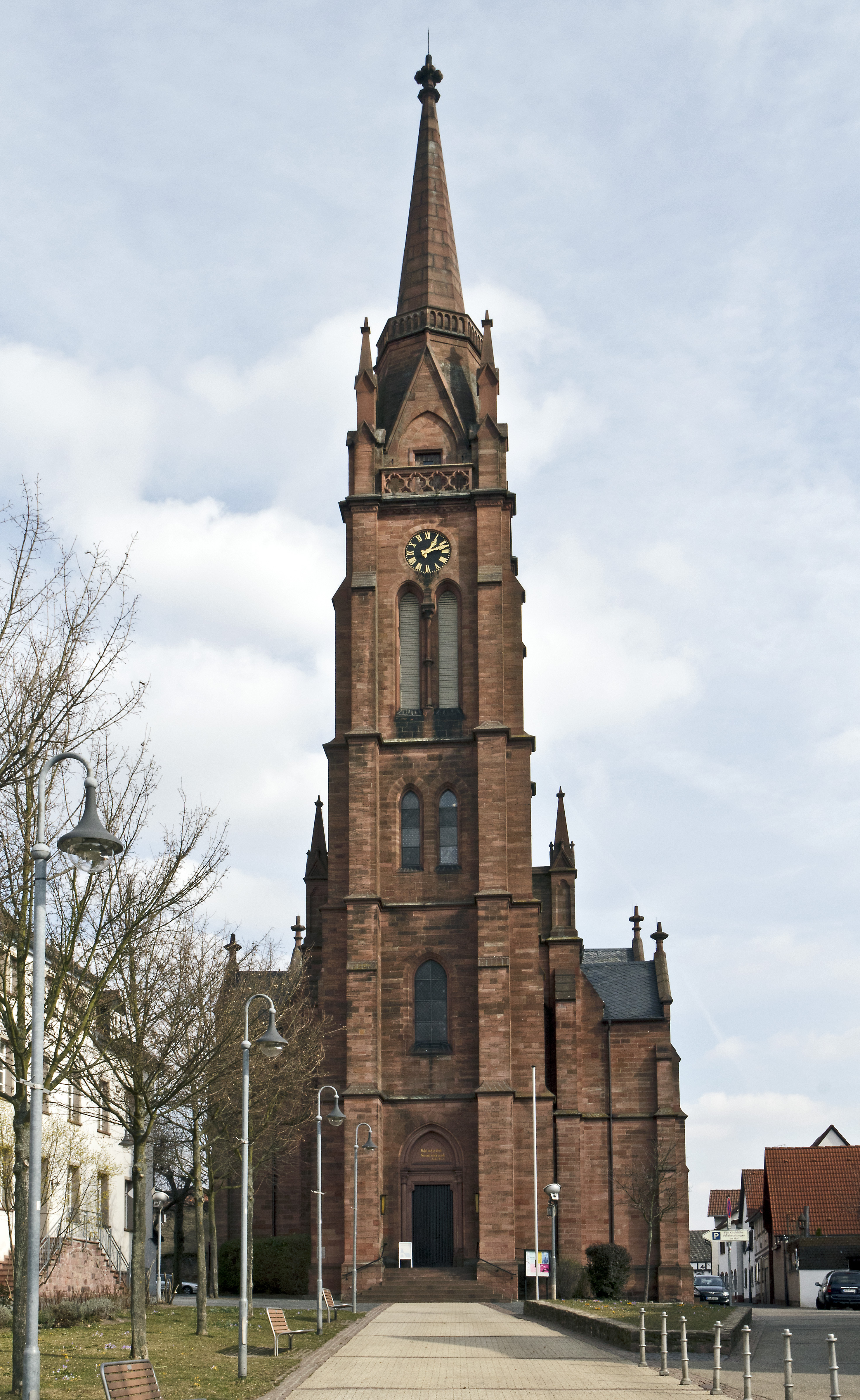
Evangelische Stadtkirche Langen (2011)

Die evangelische Stadtkirche Langen  ist eine  Kirche im südhessischen Langen.

## Architektur und Geschichte
Die neugotische Hallenkirche aus rotem Sandstein mit dem 54 m hohen Turm steht stadtbildbeherrschend auf einer Erhebung im alten Ortsbereich von Langen. Die Stadtkirche wurde in den Jahren 1879–1883 nach Plänen des großherzoglichen Baurats Johann Christian Horst gebaut. Sie ersetzte eine Kirche, die 1365 an der Stelle eines schon im Jahre 834 erwähnten und dem Apostel Jakobus geweihten Vorgängerbaus erbaut worden war. Diese Kirche, neben der ein auf romanische Ursprünge zurückgehender und bis ins 19. Jahrhundert bestehender Wehrturm stand, musste 1875 wegen Baufälligkeit geschlossen und abgerissen werden.
Das jetzige Bauwerk orientiert sich unter anderem an der Elisabethkirche in Marburg, so in den Proportionen des Kirchturms. Das 39 m lange und 14 m hohe Kirchenschiff hat die Form eines lateinischen Kreuzes.
1962 wurde von der Orgelbaufirma Oberlinger (Windesheim) eine neue Orgel in das alte Gehäuse eingebaut. Das Schleifladen-Instrument hat 33 Register (2392 Pfeifen) auf drei Manualwerken und Pedal. Die Spieltrakturen sind mechanisch, die Registertrakturen sind elektrisch.
| I Brustwerk C–g3 |                 |        |
| 1.               | Singend Gedackt | 08’    |
| 2.               | Rohrquintade    | 04’    |
| 3.               | Prinzipal       | 02’    |
| 4.               | Quinte          | 01 ⁄3’ |
| 5.               | Cymbel IV       |        |
| 6.               | Krummhorn       | 08’    |
| 7.               | Tremulant       |        |

| II Hauptwerk C–g3 |                     |     |
| 8.                | Pommer              | 16’ |
| 9.                | Prinzipal           | 08’ |
| 10.               | Rohrflöte           | 08’ |
| 11.               | Oktave              | 04’ |
| 12.               | Kleingedackt        | 04’ |
| 13.               | Blockflöte          | 02’ |
| 14.               | Sesquialter II      |     |
| 15.               | Mixtur V-VII        |     |
| 16.               | Klingend Cymbel III |     |
| 17.               | Trompete            | 08’ |
|                   | Tremulant           |     |

| III Oberwerk C–g3 |              |     |
| 18.               | Gedackt      | 08’ |
| 19.               | Weidenpfeife | 08’ |
| 20.               | Prinzipal    | 04’ |
| 21.               | Koppelflöte  | 04’ |
| 22.               | Spitzoktav   | 02’ |
| 23.               | Sifflöte     | 01’ |
| 24.               | Terzian II   |     |
| 25.               | Scharff V    |     |
| 26.               | Englischhorn | 08’ |
|                   | Tremulant    |     |

| Pedalwerk C–f1 |                |     |
| 27.            | Prinzipalbaß   | 16’ |
| 28.            | Subbaß         | 16’ |
| 29.            | Oktavbaß       | 08’ |
| 30.            | Prinzipalflöte | 04’ |
| 31.            | Nachthorn      | 02’ |
| 32.            | Mixtur VI      |     |
| 33.            | Posaune        | 16’ |
| 34.            | Klarine        | 04’ |

- Koppeln: I/II, III/II, I/P, II/P, III/P
- Effektregister: Cymbelstern
- Spielhilfen: 640-fache Elektronische Setzeranlage (2002)

Der Innenraum wurde 1959 umgestaltet, wobei auch eine Empore eingebaut und die Fenster ausgetauscht wurden. Bei einer späteren Renovierung 1996/97 wurde das ursprüngliche Erscheinungsbild weitgehend wiederhergestellt. In einer Seitenkapelle befindet sich ein Kruzifix aus der Zeit um 1700. 2016 wurden im Querschiff der Kirche vier Glasfenster eingebaut, die von dem Langener Glaskünstler Johannes Schreiter entworfen und von der Firma Derix Glasstudio in Taunusstein hergestellt wurden.
Mit der Einweihung der Stadtkirche im Jahr 1883 wurde Langen durch Großherzog Ludwig IV. zur Stadt erhoben.
Die Stadtkirche von Langen ist wegen ihrer baukünstlerischen und geschichtlichen Bedeutung ein Kulturdenkmal.

## Bildergalerie

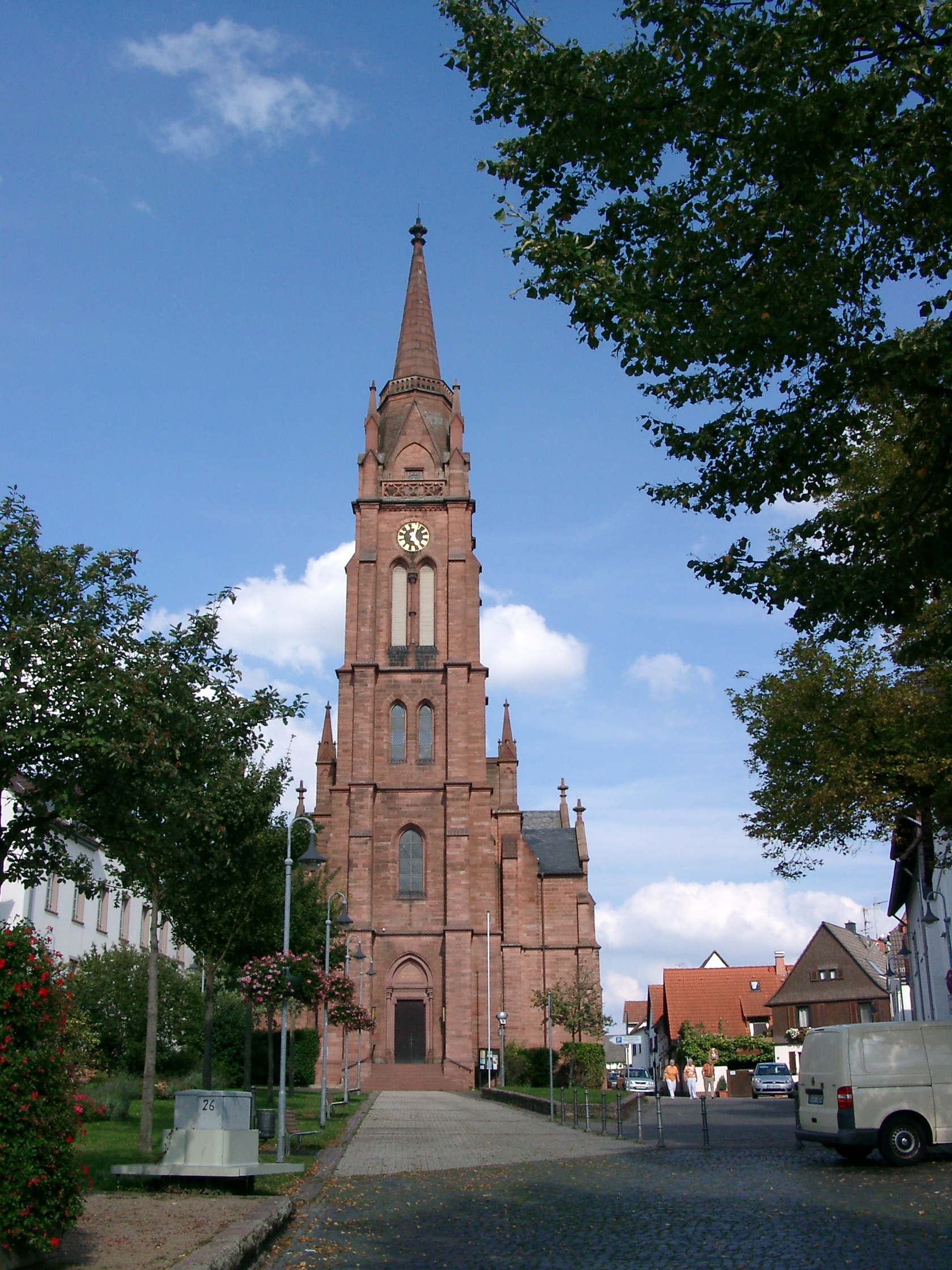
Evangelische Stadtkirche (2007)
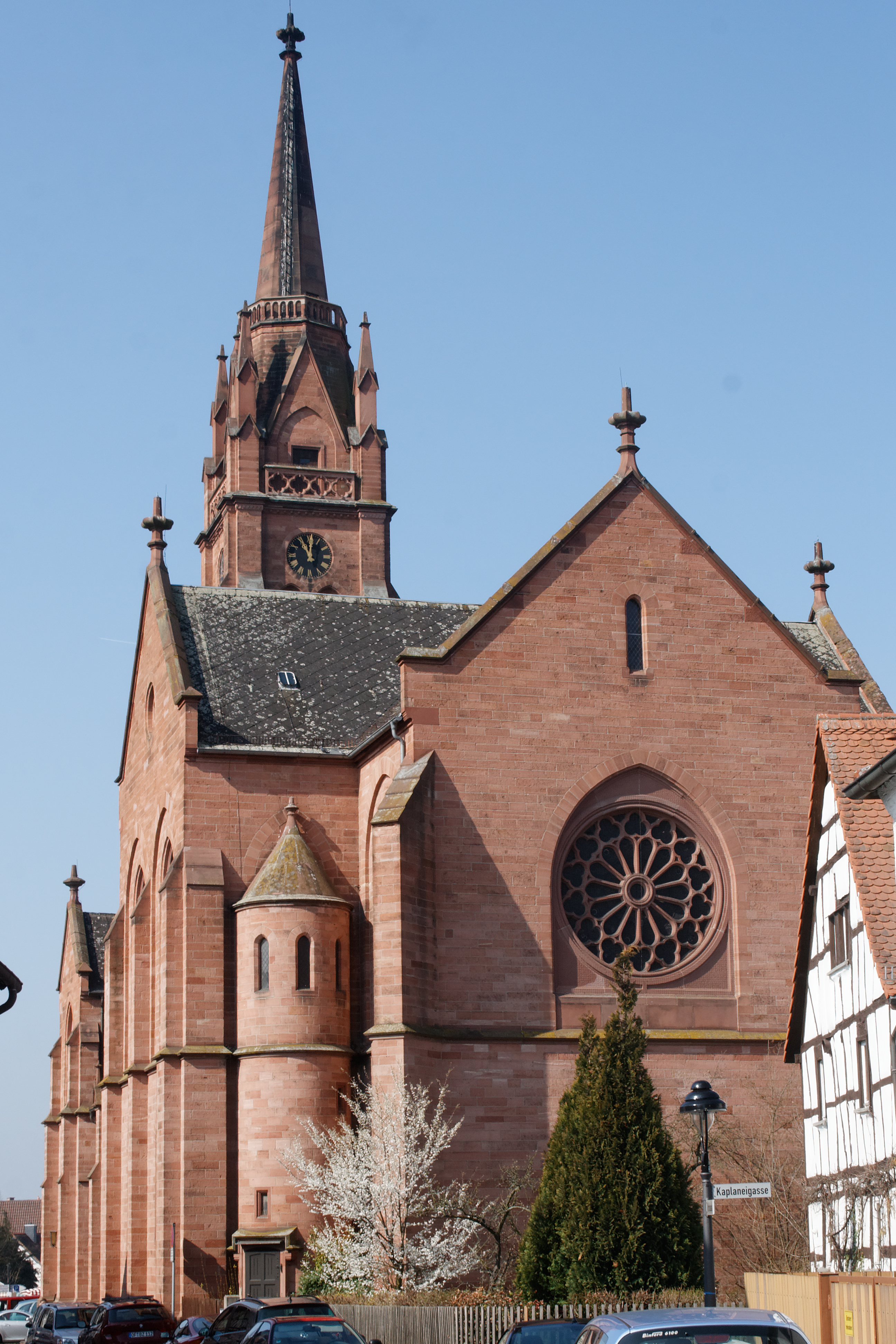
Evangelische Stadtkirche (2012)
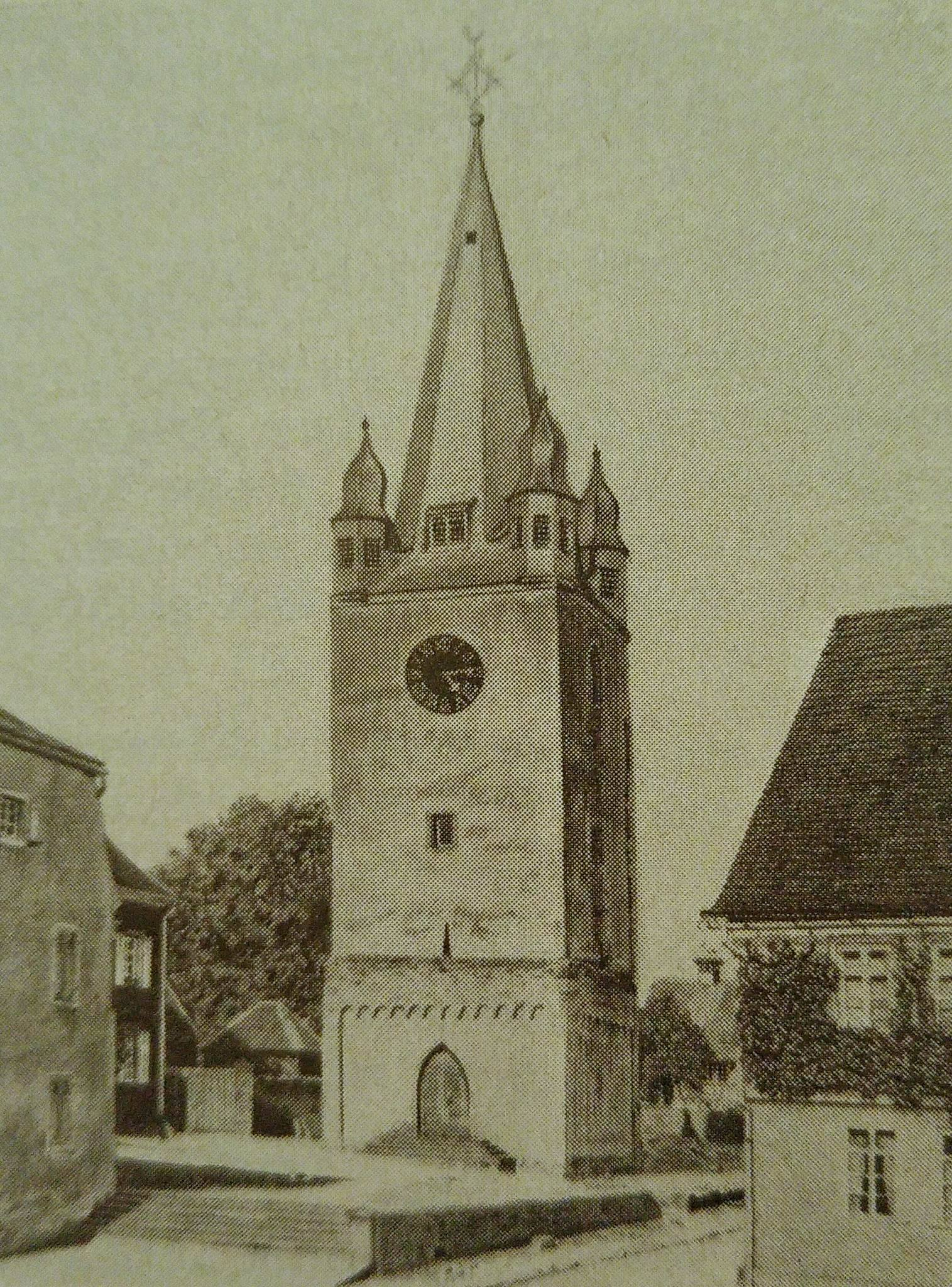
Turm des Vorgängerbaus, der Jakobskirche, Fotografie 1874
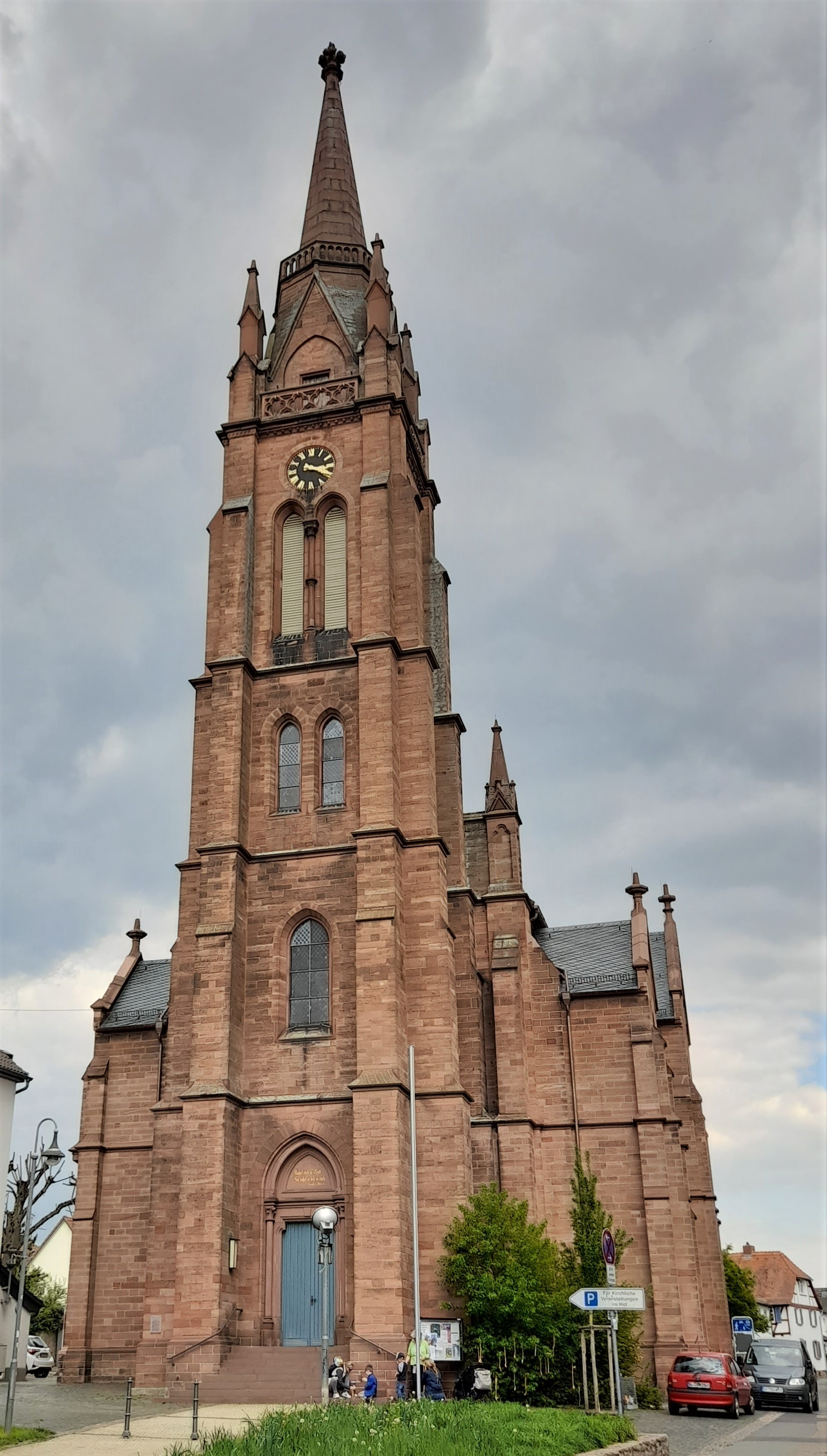
Evangelische Stadtkirche von Westen (2022)
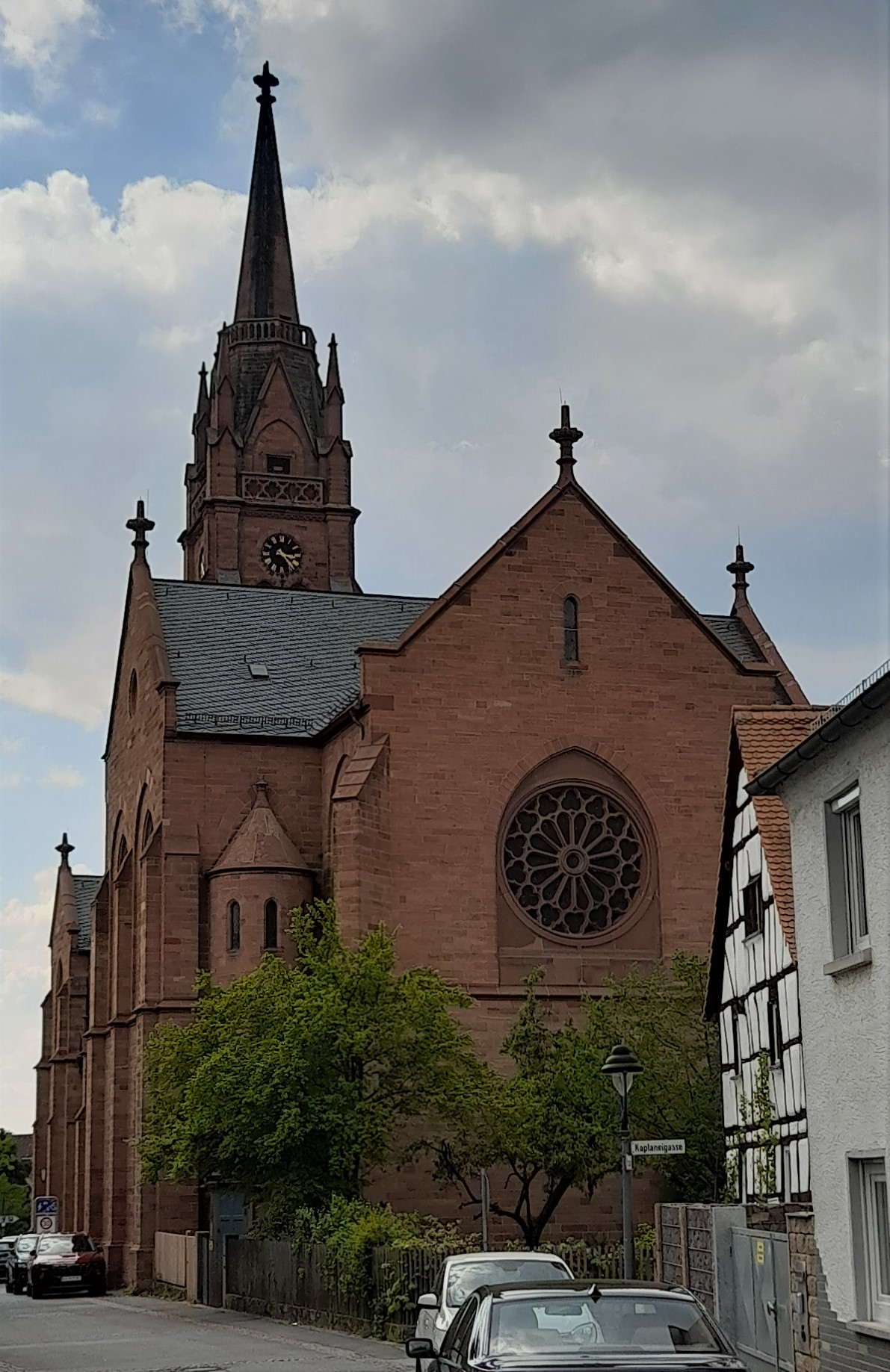
Evangelische Stadtkirche von Osten (2022)
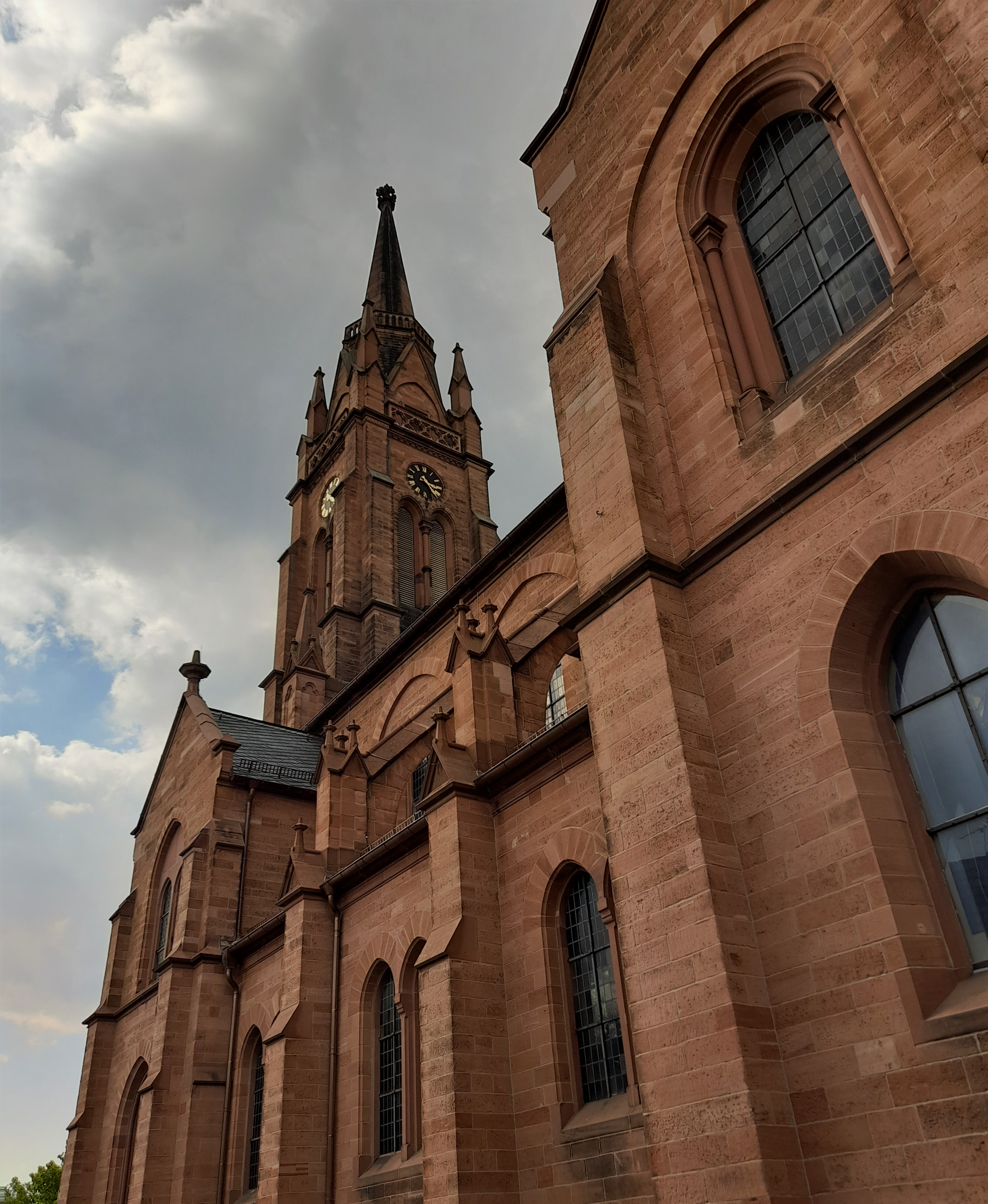
Evangelische Stadtkirche von Südosten (2022)
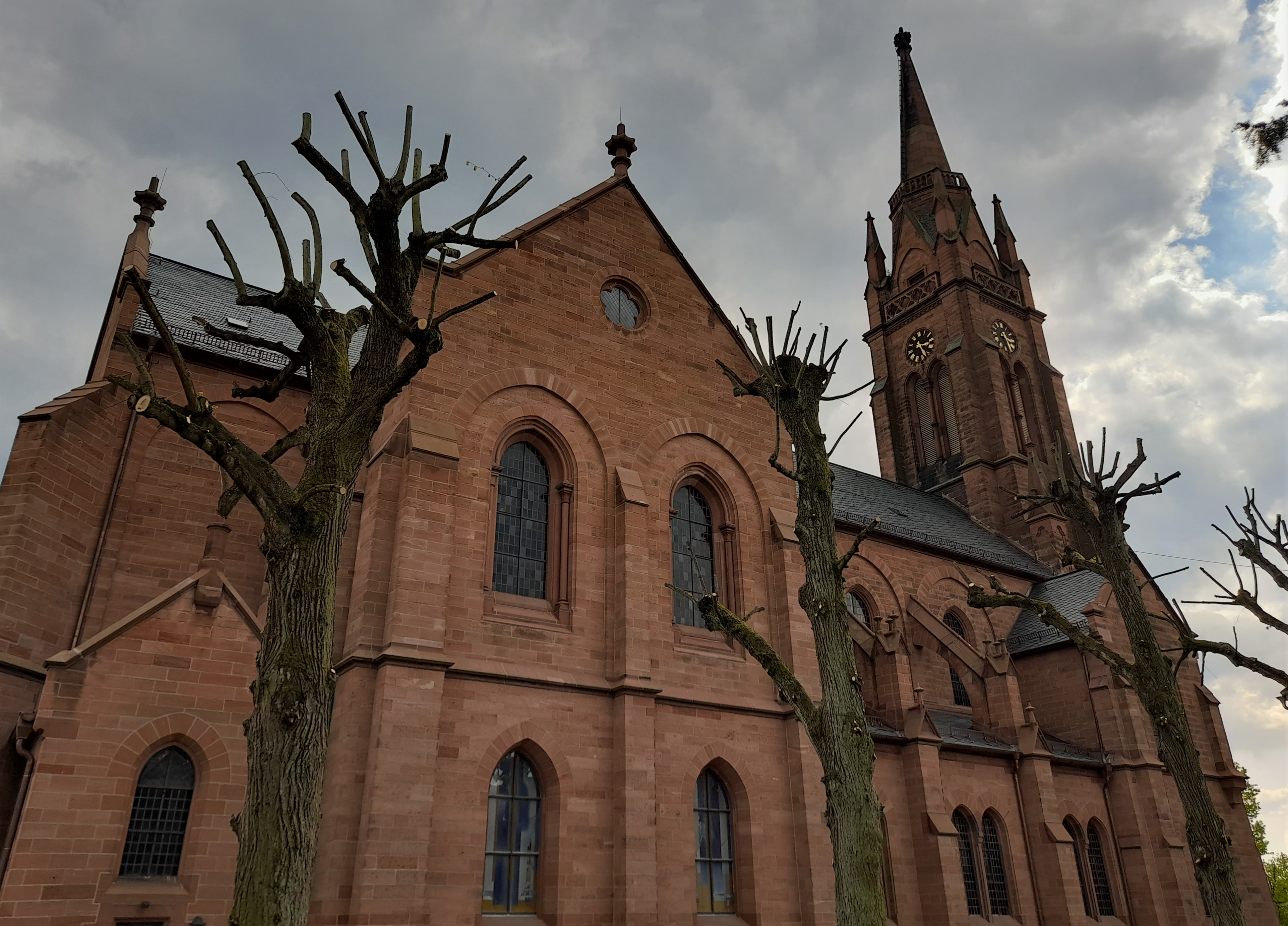
Evangelische Stadtkirche von Norden (2022)
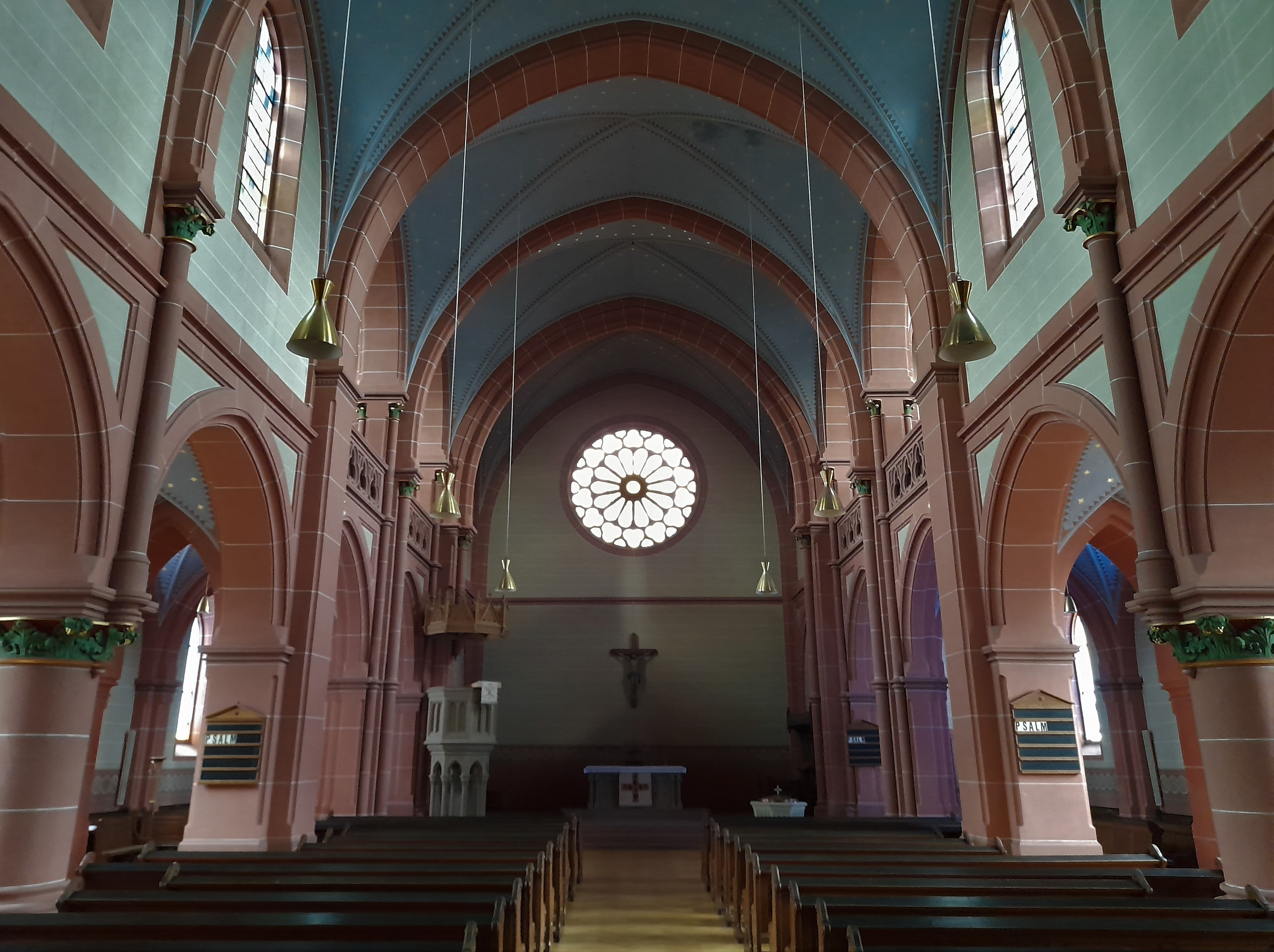
Innenraum mit Blick auf den Altar (2022)
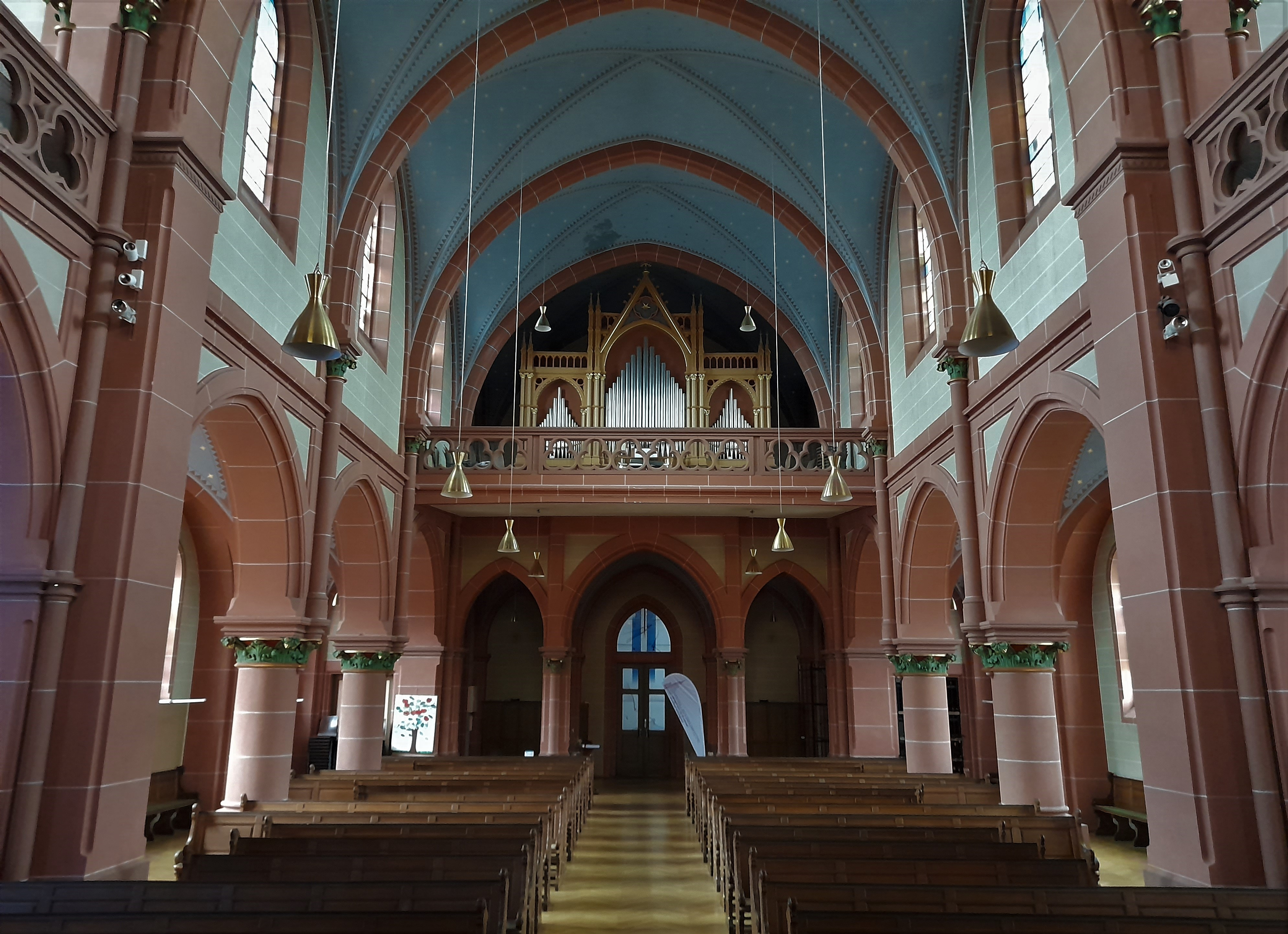
Innenraum mit Blick auf die Orgelempore (2022)
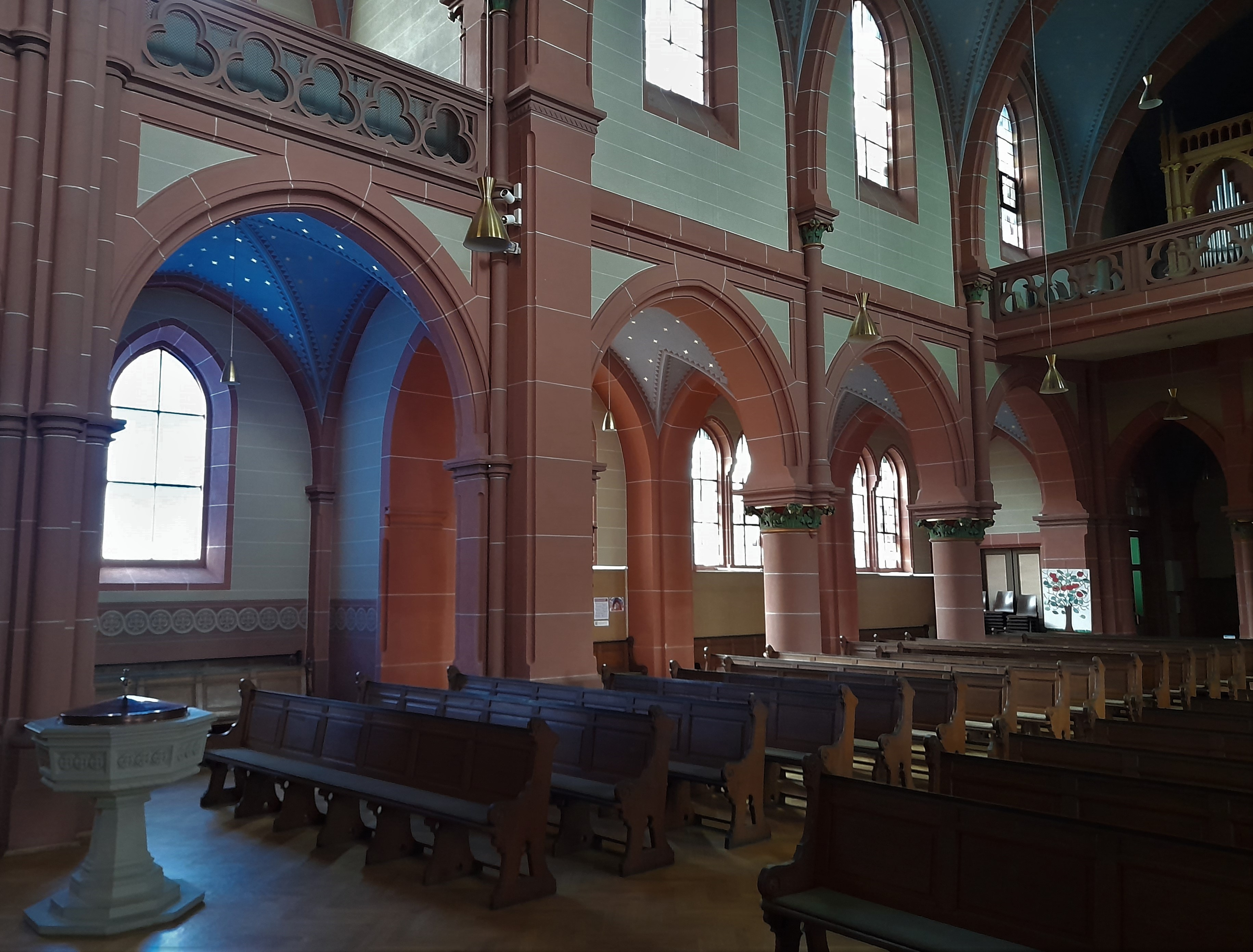
Seitliche Innenraumansicht (2022)